# GIV-5122
La GIV-5122 és una carretera gestionada per la Generalitat de Catalunya. La GI correspon a la demarcació de Girona, i la V al seu antic caràcter de veïna. Discorre pels termes municipals de Cabanelles, de la comarca de l'Alt Empordà, i de Crespià, de la del Pla de l'Estany.

## Cabanelles
Arrenca del poble d'Espinavessa, des d'on surt cap al sud-oest, per aviat girar cap a ponent decantant-se progressivament cap al nord. En poc més d'un quilòmetre, a ponent de Can Tanic i a llevant de Can Marcó, deixa el terme de Cabanelles i la comarca de l'Alt Empordà per tal d'entrar en el terme de Crespià i a la comarca del Pla de l'Estany.

## Crespià
Continuant cap a l'oest-nord-oest, al cap de mig quilòmetre passa pel costat sud del veïnat de Llavanera, i en uns dos quilòmetres més arriba a la carretera GIP-5121, quilòmetre 12,325, en el terme de Crespià, al nord del Camp de la Creu.